# Oscar Darío Pérez
Óscar Darío Pérez Pineda (Támesis, 7 de julio de 1952) es un político colombiano, miembro del Partido Centro Democrático. 
Es contador público con estudio en tributación, finanzas y seguros de la Universidad de Medellín, ha hecho muchos cursos a nivel nacional e internacional en materia tributaria, en materia del régimen asegurador, en materia de auditoría y revisoría fiscal.
Ha sido secretario de Hacienda de Antioquia, gerente del Idea, trabajó en el sector privado por 15 años, igualmente fue profesor universitario, fue senador, y fue congresista en la Cámara de Representantes de Colombia por cuarta vez.
En las últimas elecciones tuvo una votación de 84.065 por lista abierta.
Actualmente hace parte de la Comisión III de Cámara Constitucional Permanente, la cual se encarga de tramitar los siguientes temas: Hacienda y Crédito Público; Impuesto y contribuciones; Exenciones Tributarias; Régimen Monetario; Leyes sobre el Banco de la República; Sistema de Banca Central; Leyes sobre monopolios; Autorización de empréstitos; Mercado de Valores; Regulación económica; Planeación Nacional; Régimen de cambios, Actividad Financiera, Bursátil, Aseguradora y de Captación de Ahorro.
En el primer periodo legislativo, entre el 20 de julio de 2018 al 20 de julio de 2019 fue presidente de dicha corporación.
Es miembro del Parlamento Andino 2018 – 2022 y fue vicepresidente del dicha entidad 2018 – 2019.

## Carrera profesional
Otros estudios
- Tecnólogo en Costos y Auditorias del Politécnico Colombiano Jaime Isaza Cadavid
- Formación Avanzada de Dirigentes del Colegio Altos Estudios de Quirama
- Cursos de Tributación- Finanzas y Seguros.

Cargos anteriores
- Gerente nacional de ventas de La Nacional de Seguros.
- Profesor Universitario.
- Asesor tributario.
- Gerente regional Seguros Universal.
- Concejal de Medellín.
- Revisor Fiscal de Provica.
- Director Comercial de Colseguros y varios cargos en la misma corporación.
- Gerente Encargado del Ingenio Vegachí.
- Secretario de Hacienda Departamental
- Gerente del Instituto para el Desarrollo de Antioquia “IDEA”.
- Senador de la República.
- Presidente de la Comisión Tercera Constitucional Permanente del Senado de la República
- Miembro de la Comisión Primera Constitucional Permanente del Senado de la República
- Presidente de la Comisión de Ética y Acreditaciones del Parlamento Andino. Presidente de la Comisión I de Política Exterior y Relaciones Parlamentarias, del mismo Parlamento.
- Miembro de la Comisión Tercera Constitucional Permanente del Senado de la República.
- Miembro de la Comisión de Ética. Vicepresidente Comisión de Ética Senado de la República.
- Asesor de Asocajas.
- Asesor tributario y consultor de empresas del sector privado.

## Congresista de Colombia
En las elecciones legislativas de Colombia de 2006, Pérez Pineda fue elegido senador de la república de Colombia con un total de 34.189 votos.
En las elecciones legislativas de Colombia de 1998, Pérez Pineda fue elegido miembro de la Cámara de Representantes de Colombia con un total de 24.273 votos, posteriormente en las elecciones legislativas de Colombia de 2002, fue reelecto miembro de la Cámara de Representantes de Colombia con un total de 42.502 votos.

### Iniciativas
El legado legislativo de Oscar Darío Pérez Pineda se identificó por su participación en las siguientes iniciativas desde el congreso:

- Declara el 18 de agosto como Día Nacional de lucha contra la corrupción.[2]
- Procedimiento para resolver los diferendos limítrofes.[3]
- Evitar que las entidades territoriales entreguen a título de concesión o a cualquier otro título el recaudo y gestión de sus diferentes tributos a terceros.[4]
- Solicitud de eliminación de la Comisión Nacional de Televisión.[5]
- Expedir el ordenamiento jurídico que permita adoptar el régimen ético-disciplinario aplicable a los miembros del Congreso de la República, por el comportamiento indecoroso, irregular o inmoral que pueda afectar a alguno de los integrantes de las Cámaras en su gestión pública (Aprobado).[6]
- Autoriza la emisión de la estampilla Politécnico Colombiano Jaime Isaza Cadavid (Aprobado).[7]
- Celebración de los 160 años de la Fundación del Municipio de Caldas, en el departamento de Antioquia celebrados el día 20 de septiembre del año 2008 (Aprobado).[8]
- Celebración de los 250 años de la fundación del municipio de San Vicente Ferrer en el departamento de Antioquia (Aprobado).[9]

## Carrera política
Su trayectoria política se ha identificado por:

### Partidos políticos
A lo largo de su carrera ha representado los siguientes partidos:
| Partido político                | Fecha Inicio             | Fecha Fin           |
| Partido Conservador             | 15 de septiembre de 2009 | 19 de julio de 2010 |
| Movimiento Alas Equipo Colombia | 20 de julio de 2002      | 17 de marzo de 2010 |
| Partido Conservador             | 20 de julio de 1998      | 19 de julio de 2002 |

### Cargos públicos
Entre los cargos públicos ocupados por Oscar Darío Pérez Pineda, se identifican:
| Cargo público             | Partido político                | Fecha Inicio        | Fecha Fin           |
| Senador de la República   | Movimiento Alas Equipo Colombia | 20 de julio de 2006 | 19 de julio de 2010 |
| Representante a la Cámara | Movimiento Alas Equipo Colombia | 20 de julio de 2002 | 19 de julio de 2006 |
| Representante a la Cámara | Partido Conservador             | 20 de julio de 1998 | 19 de julio de 2002 |